# الوصف الأحيائي الدقيق لمناطق الحد الأدنى للأكسجين
تتميز منطقة الحد الأدنى من الأكسجين واختصارها بالانجليزية (OMZ) بأنها طبقة تعاني من نقص الأكسجين في محيطات العالم. تتواجد عادة بين 200 م إلى 1500 م عمقا أسفل المناطق ذات الإنتاجية العالية، مثل السواحل الغربية للقارات.  يمكن أن تكون مناطق الحد الادنى من الاكسجين (OMZ)موسمية بعد مواسم ارتفاع المياه في الربيع والصيف. فيؤدي ارتفاع المياه الغنية بالمغذيات إلى إنتاجية عالية ومواد عضوية غير مستقرة، والتي تتنفسها الكائنات غير ذاتية التغذية عندما تغرق في عمود الماء. تؤدي معدلات التنفس العالية إلى استنزاف الأكسجين في عمود الماء فتصل تركيزات الاكسجين الي 2 ملغم/لتر أو أقل وهكذا يتم تشكيل مناطق الحد الأدنى من الاكسجين  تتوسع مناطق الحد الأدنى من الأكسجين السطحية مع زيادة إخترال الأكسجين من المحيطات . بسبب الظروف البيئية القاسية للاكسجين، يتم تحويل الطاقة من مستويات الغذائية العليا إلى مجتمعات الاحياء الدقيقة تطورت لاستخدام أنواع كيميائية حيوية أخرى بدلاً من الأكسجين، وتشمل هذه الأنواع النترات والنتريت والكبريتات وما إلى ذلك.  فتكيفت العديد من البكتيريا والعتائق للعيش في هذه البيئات باستخدام هذه الأنواع الكيميائية البديلة وتزدهر. أكثر الشُعب وفرة في المناطق النائية هي الزائفة الزنجارية، والباكتيرويودوتا، والأكتينوميسيتوتا، والبلانتوميسيتوتا . 
في حالة عدم وجود الأكسجين، تستخدم الكائنات الدقيقة أنواعًا كيميائية أخرى للقيام بالتنفس، حسب ترتيب السلسلة الكهروكيميائية.  فاختزال النترات والنتريت ينتج نفس القدر من الطاقة مثل طاقة تنفس الأكسجين، يليه تنفس المنجنيز واليودات أما مختزلات الحديد والكبريتات فهى تنتج اقل طاقة وهى في اسفل السلسلة. يلعب استخدام هذه الأنواع الكيميائية بواسطة الميكروبات دورًا مهمًا في الدورة البيوكيميائية في محيطات العالم. 